# Ваља Мусчелулуј (Арђеш)
Ваља Мусчелулуј (рум. Valea Muscelului) насеље је у Румунији у округу Арђеш у општини Мушатешти. Oпштина се налази на надморској висини од 455 m.

## Становништво
Према подацима из 2002. године у насељу је живело 148 становника, од којих су сви румунске националности.